# Oskar Wirth
Oskar Wirth (* 28. März 1884 in Unterschefflenz; † 19. Januar 1956 in Freiburg im Breisgau) war ein deutscher Politiker (BCSV, CDU).

## Leben
Nach dem Besuch der Volksschule absolvierte Wirth eine Lehre im Schlosserhandwerk und war von 1899 bis 1902 als Wandergeselle verschiedenen Städten in Deutschland und der Schweiz tätig. Im Anschluss übte er in Freiburg den Beruf des Schlossers aus, wo er seit 1920 Mitglied des evangelischen Kirchengemeinderates war. Während der Zeit der Weimarer Republik zählte er zu den Mitbegründern des Christlich-Sozialen Volksdienstes in Baden.
Nach dem Zweiten Weltkrieg trat Wirth in die BCSV ein, aus der später der badische Landesverband der CDU hervorging. Von 1946 bis 1947 war er Mitglied der Beratenden Landesversammlung des Landes Baden.